# حزب وحدت ملی اقوام افغانستان
حزب وحدت ملی اقوام افغانستان یک حزب سیاسی در افغانستان به رهبری نصرالله بارکزی است.